# Martin Kocher
Martin Georg Kocher (ur. 13 września 1973 w Salzburgu) – austriacki ekonomista, nauczyciel akademicki i polityk, profesor, w latach 2021–2025 minister w rządzie federalnym.

## Życiorys
W 1998 ukończył ekonomię na Uniwersytecie Leopolda i Franciszka w Innsbrucku. W tej samej dziedzinie doktoryzował się (2002) i habilitował się (2007) na macierzystej uczelni. W latach 1998–2010 pracował w instytucie finansów publicznych na Uniwersytecie Leopolda i Franciszka w Innsbrucku. Objął profesurę na Uniwersytecie Ludwika i Maksymiliana w Monachium, wykonywał na tej uczelni obowiązki dziekana, był członkiem jej senatu, a w latach 2011–2017 dyrektorem uniwersyteckiej jednostki badawczej MELESSA. Wykładał również na University of East Anglia, Queensland University of Technology i Uniwersytecie w Göteborgu. W 2016 został dyrektorem instytutu naukowego Institut für Höhere Studien. W 2017 objął profesurę na Uniwersytecie Wiedeńskim. W pracy badawczej zajął się m.in. zagadnieniami z zakresu ekonomii behawioralnej i ekonomii eksperymentalnej.
W czerwcu 2020 powołany na przewodniczącego Fiskalrat, organu zajmującego się analizą instrumentów polityki finansowej. W styczniu 2021 dołączył do drugiego rządu Sebastiana Kurza, obejmując w nim stanowisko ministra pracy, rodziny i młodzieży. Zastąpił na tym urzędzie Christine Aschbacher. W lutym 2021 w związku ze zmianami w strukturze rządu odebrano mu kwestie rodziny i młodzieży. Pozostał na dotychczasowej funkcji ministerialnej w październiku 2021, gdy nowym kanclerzem został Alexander Schallenberg, a także w grudniu 2021, gdy na czele gabinetu stanął Karl Nehammer. W maju 2022 powierzono mu nadto kierowanie resortem cyfryzacji i biznesu. W lipcu 2022 w wyniku zmian struktury ministerstw przeszedł na urząd ministra pracy i gospodarki; stanowisko to zajmował do marca 2025.